# Lê Công Vinh
Lê Công Vinh, né le 10 décembre 1985 dans le district de Quỳnh Lưu au Viêt Nam, est un footballeur international vietnamien, qui évolue au poste d'attaquant.
Il est le joueur vietnamien le plus sélectionné en équipe nationale avec 83 sélections, et détient aussi le record du nombre de buts inscrits en sélection nationale avec 51 buts.

## Biographie

### Débuts et formation
Il est né le 10 décembre 1985 dans le district de Quỳnh Lưu, au sein de la province de Nghệ An. Il est formé au Sông Lam Nghệ An.
En 2004, Công Vinh est promu en équipe première. Le 8 février 2004, il marque son premier but en V.League, contre le Đồng Tháp FC. À la fin de la saison 2004, il est élu jeune joueur vietnamien de l'année, et élu Ballon d'Or vietnamien en 2004, 2006 et 2007. Il égale le record du légendaire Lê Huỳnh Đức.
Il a reçu des offres par des équipes étrangères, en provenance du Japon, de Malaisie et de l'Arabie saoudite. Mais il reste fidèle à son club. Avec le Sông Lam Nghệ An, il inscrit 49 buts en 61 apparitions.

### Hà Nội T&T
Le 26 octobre 2008, il est transféré au club de Hà Nội T&T pour la somme de 8 milliards de dongs (400 000$). Il est depuis ce jour le plus gros transfert de la V-league.
Il fait ses débuts en V.League le 2 février 2009 lors de la 1re journée du championnat contre Thể Công. Le 24 février lors de la 2e journée du championnat contre SHB Đà Nẵng, il inscrit son premier but.
Le 21 juin lors de la 17e journée du championnat contre Công Thanh Hóa, il inscrit un quadruplé (victoire 4-1 de Hà Nội). Il termine la saison 2009 avec 14 buts en vingt-huit apparitions.
Avec le Hà Nội T&T, il inscrit 26 buts en 40 apparitions.
En 2012, il rejoint le Hà Nội FC, le rival de Hà Nội T&T. Il y reste seulement une saison avec 11 buts en vingt-trois apparitions.

### Découverte de l'Europe
Le 24 août 2009, le club de Hà Nội T&T, annonce qu'il est prêté 4 mois au club portugais de Leixões SC en Primeira Liga. Il devient ainsi le premier joueur vietnamien à jouer dans un championnat professionnel européen.
Deux jours plus tard, lors d'un match amical contre Padroense FC. Il entre à la 89e minute de la rencontre et marque son premier but (Victoire 2-0 de Leixões). Il fait partie du groupe pour le match contre le FC Porto le 12 septembre, mais n'entre pas en jeu. Le 4 octobre lors de la 7e journée du championnat, il fait ses débuts comme titulaire en équipe première contre l'União Leiria. Il joue l'intégralité du match (Victoire 3-2 de Leixões).
Le 18 octobre 2009, il marque son premier but officiel, lors d'une victoire de 2-1, durant une rencontre de la Coupe du Portugal contre la Casa Pia AC. En janvier 2010, il retourne au Hà Nội T&T pour la saison 2010 du championnat du Viêt Nam.
Avec le Leixões SC, il inscrit un but en trois apparitions dont deux matchs en championnat.

### Retour à Sông Lam Nghệ An
Quatre ans plus tard, il fait son retour à Sông Lam Nghệ An.
Il inscrit son premier but contre Vicem Hải Phòng (Victoire 2-1 de SLNA). Le 30 juin lors de la 14e journée du championnat contre Đồng Tâm Long An, il inscrit un quadruplé (victoire 8-0 de SLNA). En deux saisons, il a inscrit 23 buts en 36 apparitions.

### Prêt au Consadole Sapporo
Le 22 juillet 2013, il est prêté 5 mois au club japonais du Consadole Sapporo en J. League 2.
Le 21 août 2013, il fait ses débuts pour Consadole Sapporo en J2, lors de la 30e journée du championnat contre l'Ehime FC. Il entre à la 85e minute de la rencontre, à la place de Yoshihiro Uchimura (Victoire 3-0 de Sapporo). Le 22 septembre lors de la 34e journée du championnat contre V-Varen Nagasaki, il inscrit son premier but (Victoire 1-0 de Sapporo).

### Becamex Bình Dương
Le 16 octobre 2014, il est transféré au club du Becamex Bình Dương.
Le 27 avril 2015, il inscrit le but le plus rapide de V.League à la 10e seconde de jeu contre le Xi Măng Hải Phòng (victoire 3-1 de Bình Dương). Il s'impose comme un joueur important de l'effectif.

### Carrière internationale
Lê Công Vinh compte 83 sélections et 51 buts avec l'équipe du Viêt Nam de 2004 à 2016.
À 19 ans, lors de la Tiger Cup 2004, Lê Công Vinh commence à se révéler sous les ordres de l'entraîneur brésilien Edson Tavares. Il figure d'ailleurs dans l'équipe type de la Tiger Cup 2004. Il évolue à cette époque au poste d'ailier gauche.
Avec l'arrivée de l'entraineur autrichien Alfred Riedl, le 4-3-3 de Tavares est remplacé par le 4-4-2, déplaçant ainsi Công Vinh à la pointe de l'attaque. Avec 5 buts marqués lors des Jeux d'Asie du Sud-Est de 2005, il est élu meilleur joueur de la compétition.
Ses performances en 2007 ne passent pas inaperçues. En effet, lors du match d'ouverture de la Coupe d'Asie 2007, il se distingue en marquant le second but de son équipe face aux Émirats arabes unis de Bruno Metsu qui permet au Vietnam d'atteindre les quarts de finale. Il emmènera également l'équipe espoir du Vietnam jusqu'au troisième tour des qualifications des Jeux olympiques 2008. Il est logiquement présélectionné pour le titre de meilleur joueur d'Asie cette année-là.
Lors de la finale aller et retour (le 24 et 28 décembre) de l'AFF Suzuki Cup 2008, Công Vinh marque deux buts décisifs lors des deux matches et permet ainsi au Viêt Nam d'être sacré champion du championnat d'Asie du Sud-Est pour la première fois.
Il prend sa retraite en décembre 2016, à la suite de l'élimination en demi-finale de l'AFF Suzuki Cup 2016 du Viêt Nam contre l'Indonésie,.
Après avoir annoncé sa retraite officielle du football professionnel, Lê Công Vinh a rejoint Hô Chi Minh-Ville, il a été nommé directeur adjoint du club.

## Palmarès

### En club
Avec Hà Nội T&T, il remporte le championnat en 2010. Puis avec Becamex Bình Dương, il remporte le championnat et la coupe en 2015.

### En équipe du Viêt Nam
Avec la sélection, il est quart-de-finaliste de la Coupe d'Asie des nations de football en 2007 et vainqueur du Championnat d'Asie du Sud-Est en 2008. Il est également finaliste de la King's Cup en 2006.
Il est également finaliste des Jeux d'Asie du Sud-Est en 2005 avec le Viêt Nam U23 et avec cette sélection, il est vainqueur, la même année, de l'Agribank Cup et de la LG Cup.

### Distinctions personnelles
- Meilleur joueur du Viêt Nam en 2004, 2006 et 2007
- Meilleur joueur des Jeux d'Asie du Sud-Est en 2005